# تريفور جويس
تريفور جويس (بالإنجليزية: Trevor Joyce)‏ هو شاعر أيرلندي، ولد في 26 أكتوبر 1947 في دبلن في جمهورية أيرلندا.